# Tudományos vita
A tudományos vita kiinduló konfliktusa az igazolás hiánya, eszközei a vitának pedig, a tudásra épülő érvelések. A tudományos vita célja a tudományos bizonyítás/cáfolás, állítások igazságának eldöntése/megváltoztatása.
Tudós szemszögéből nézve a vita egy fő lételeme, hisz a lényege, hogy a gondolatokból eltűnnek a felesleges részek és csak az marad meg, ami időálló. A tudományos vita kialakulása nem csupán zárt rendezvényeken lehetséges, a tudósok négy fal között is folyamatosan vitatkozhatnak. Gondolva itt a szakkérdésekről szóló vitákra.
Törvények határozzák meg a vitákban való részvételt és a viselkedési szabályokat: 
- I. törvény: Minden vitában részt kell venni, függetlenül attól, hogy értjük-e miről van szó, vagy sem. Tudományos vita esetében ezt azt jelenti, hogyha egy tudós részt vesz egy vitában, akkor belekerül a tudomány keringésébe.
- II.	törvény: Minden vitában meg kell szólalni. Meg kell különböztetni, hogy ezek a viták hol, hogy zajlanak:

- Kötetlen vita esetén: a mozgásteret kell kihasználni. Előfordulhat a vitázó felek gyors eltávolodása egymástól. A vitázók távolról vetik oda egymásnak a mondatokat, hogy persze ezt már XY is megmondta.., amiből kiindul az egész vita.
- Rendezvényen folyó vita esetén: mivel nincs olyan nagy mozgástér, mint a kötetlen vitánál, így itt a felek kénytelenek meghallgatni egymás álláspontjait.
- III. törvény: Saját szakterületen, saját munkával kapcsolatos vitában mindenkinek igaza van.

Marcelo Dascal a tudományos vitáshelyzetek értékeléséhez egy hármas felosztást javasolt:
- megbeszélés (discussion): Ennek a célja valamilyen hiba kiküszöbölése, közmegegyezés.
- polémikus vita (dispute): Ennél a vitánál az ellentétek nem oldhatóak fel, nem jutnak közös megegyezésre az álláspontok összeférhetetlensége miatt.
- kontroverzia (controversy): A felvetődött probléma továbbfejlődik nagyobb horderejű kérdésekre. A tudományos életben ez a vita a leggyakoribb, mivel az ilyen helyzetekből alakul ki a tudásterület továbbfejlődésének lehetősége.